# 勝山大舗
勝山 大舗（かつやま だいすけ、1986年‐）は日本のクラリネット奏者。

## 略歴
神奈川県川崎市出身。12歳よりクラリネットを始める。
2004年私立世田谷学園高等学校卒業。2008年東京音楽大学卒業。
第81回日本音楽コンクール第2位。第84回日本音楽コンクール第1位。第27回日本管打楽器コンクール入選。第22回日本木管コンクール第3位。
クラリネットを日向秀司、浜中浩一、亀井良信、加藤明久の各氏に師事。東京佼成ウインドオーケストラを経て、2011年9月より東京都交響楽団クラリネット奏者に就任。また、国立音楽大学非常勤講師、桐朋学園音楽大学非常勤講師として後進の指導にあたっている。

## 人物
野球観戦とお酒を飲むことを趣味としており、中でも中日ドラゴンズのファンである。また、春風亭一之輔のファンであることも明かしている。